# Endomísio

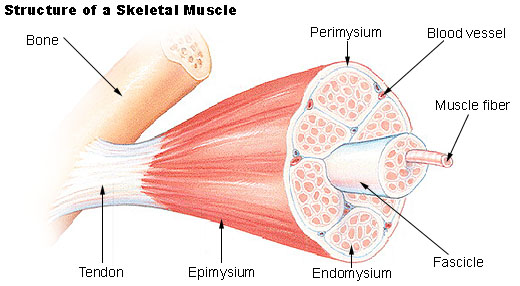
Partes do músculo.

Endomísio (do latim Endomysium = dentro do músculo) é uma camada de tecido conjuntivo que encobre uma fibra muscular e é composta principalmente de fibras reticulares. Também contém capilares, nervos e vasos linfáticos. Encontra-se acima da membrana plasmática (sarcolema) da fibra muscular e é o elemento mais profundo e menor do tecido conectivo muscular.
O termo esqueleto cardíaco é as vezes utilizado como sinônimo de endomísio para o coração, Mas o coração refere-se também a combinação do endomísio e perimísio.
Esta fina camada conectiva oferece o ambiente químico ideal para a troca de íons cálcio, sódio e potássio. Fundamental para a despolarização das fibras musculares.
As fibras elásticas de colágeno são as principais proteínas que compõem os tecidos conectivos como o endomísio. O endomísio contém principalmente colágeno tipo I e III, também IV e V em menores quantidades.